# 東豊線 (長野市)

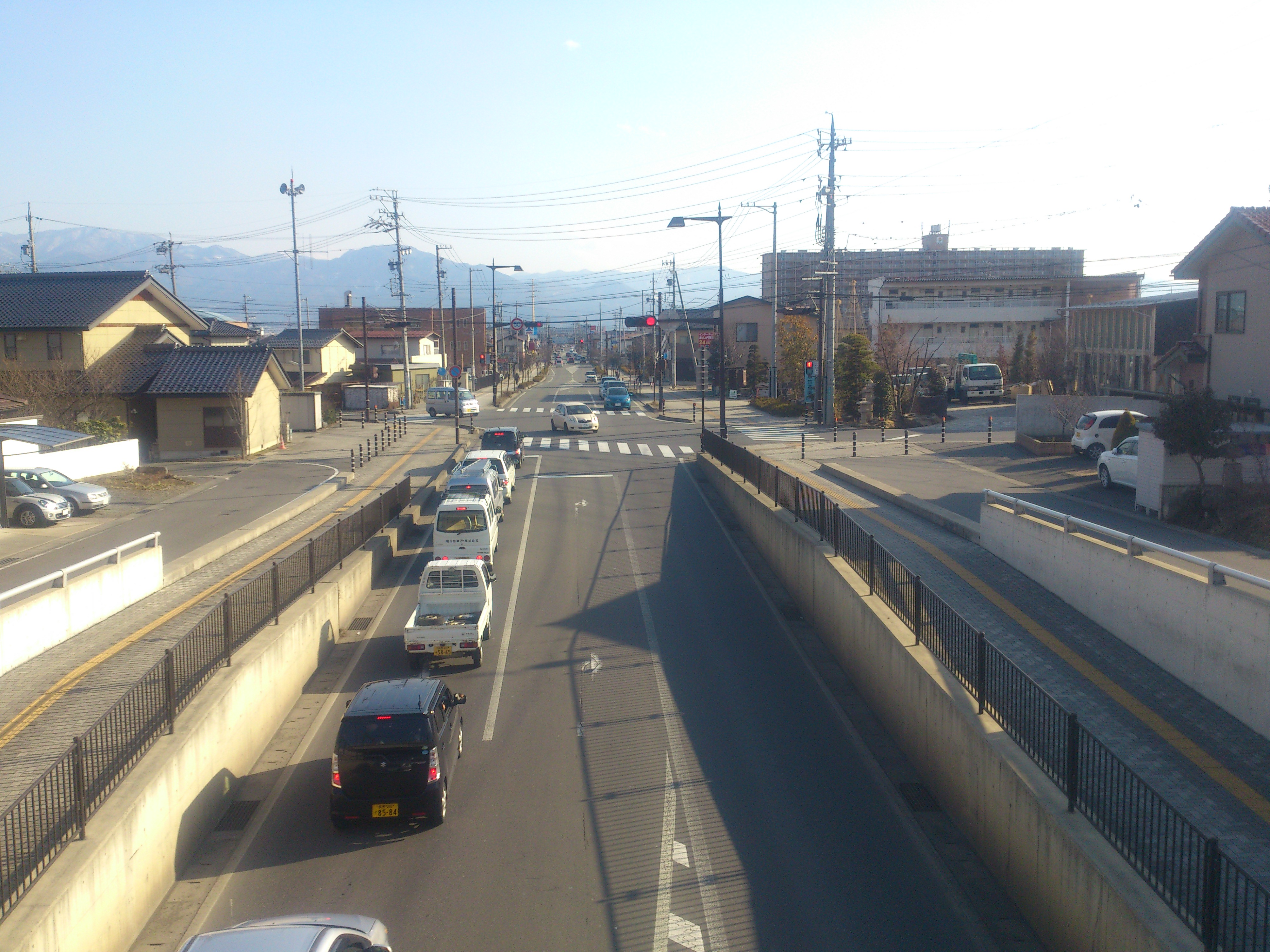
吉田四丁目から長野運動公園方面を望む

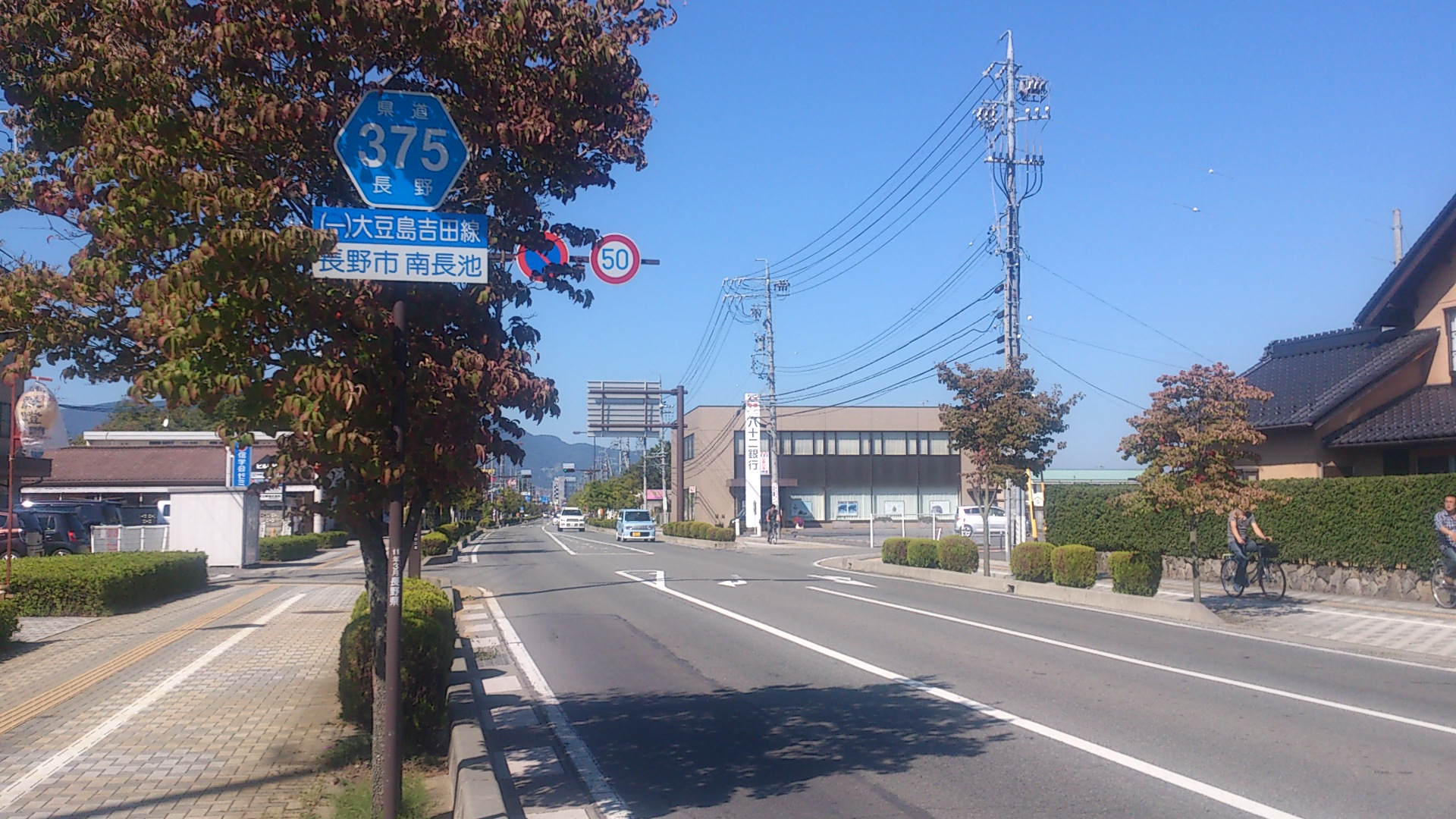
起点付近（南長池）

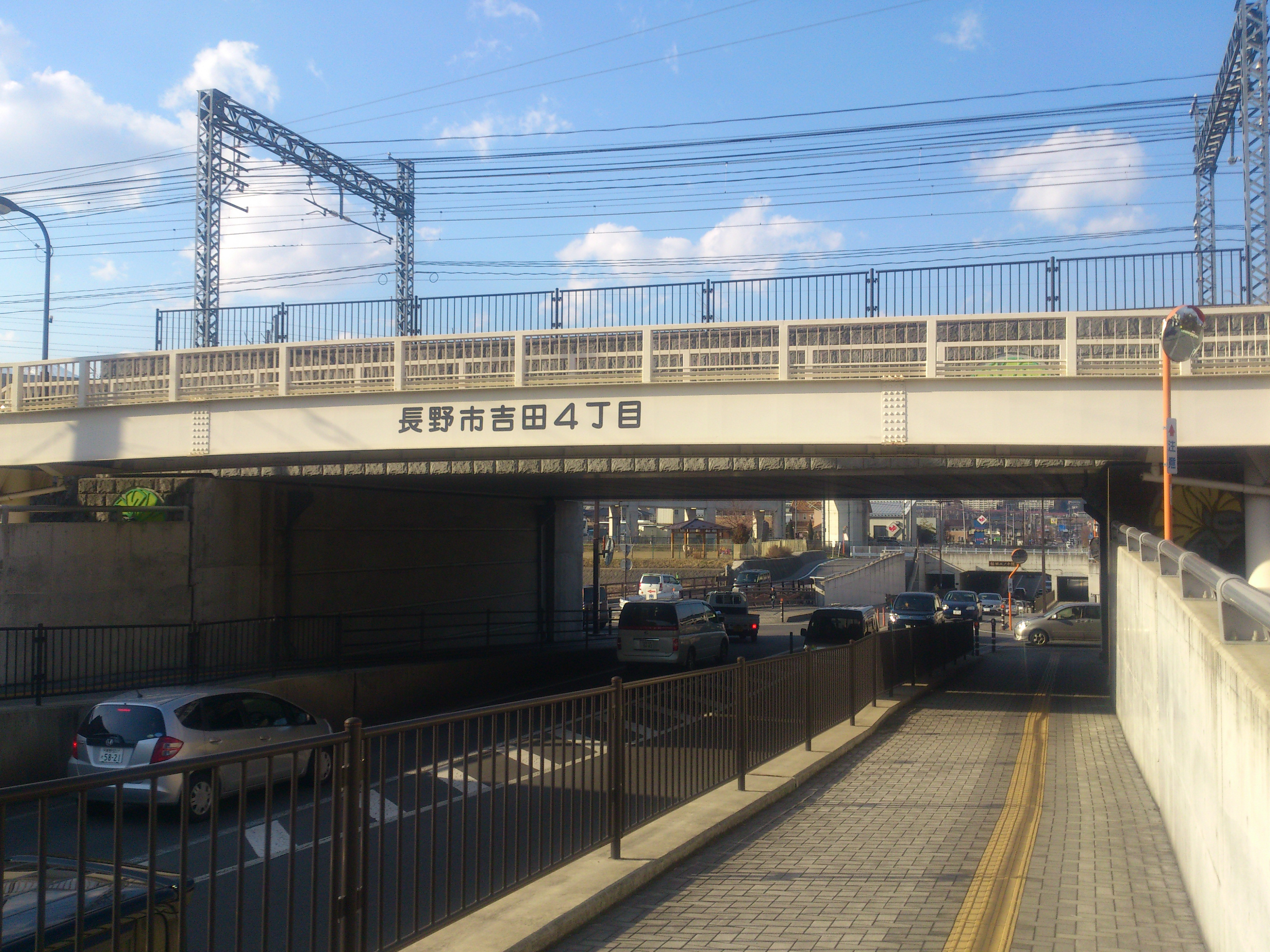
原町隧道で長野電鉄長野線の築堤を潜り、直後稲田南原橋で浅川を越える

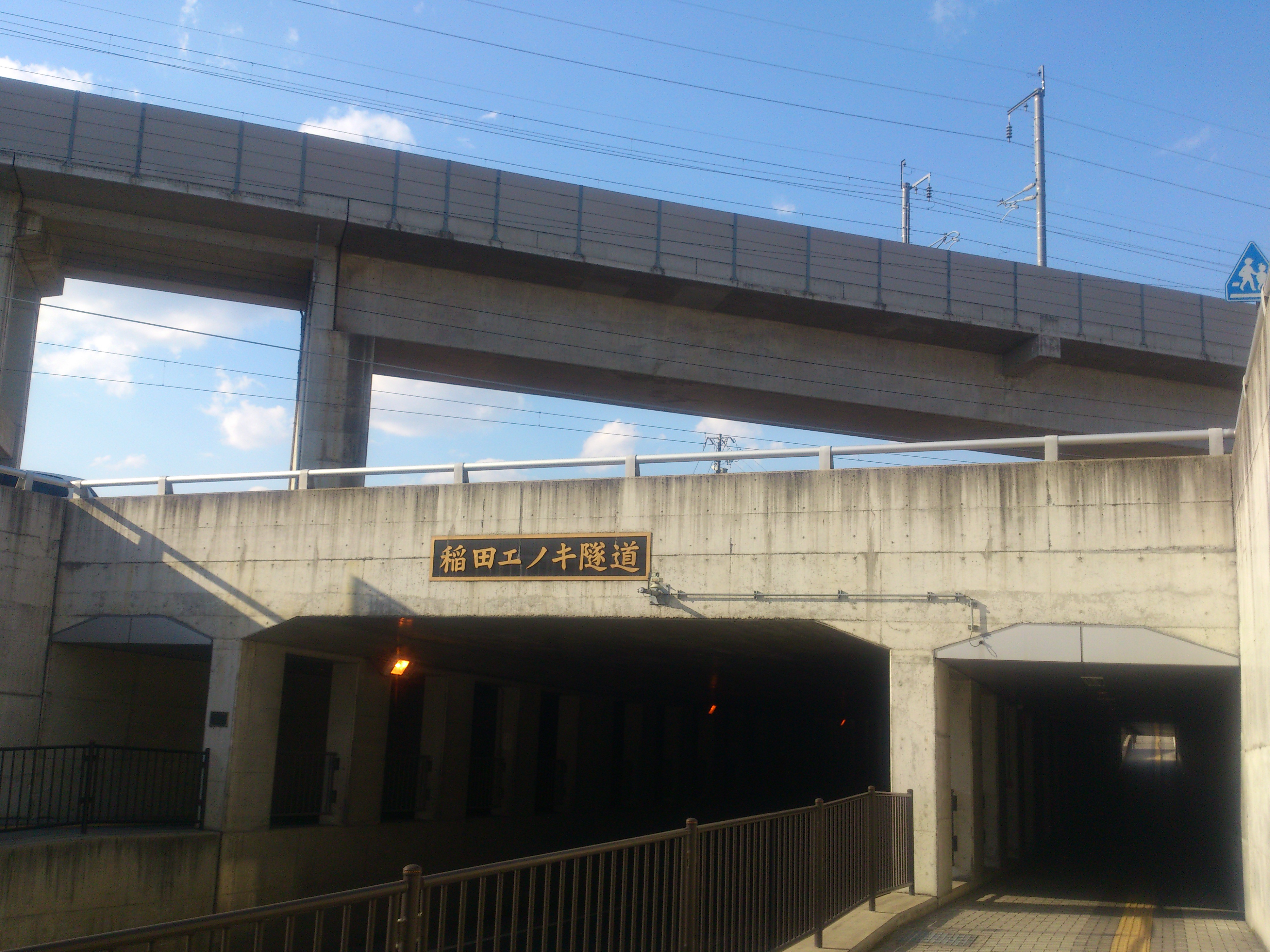
続いて稲田エノキ隧道でしなの鉄道北しなの線（地平）と北陸新幹線の高架を潜る

東豊線（とうほうせん）は、長野県長野市の南長池交差点（長野県道58号長野須坂インター線）から三才駅付近に至る都市計画道路。長野市の東部を縦貫し、豊野町方面に連絡する予定。
現在、北端の一部を除いて完成・供用されており、南端の南長池交差点〜運動公園南入口交差点（国道18号）交点は長野県道375号大豆島東和田線に指定されている。

## 概要
長野市東部郊外のエムウェーブにほど近い南長池地区の長野県道58号長野須坂インター線（エムウェーブ大通り）に端を発し、西尾張部の新興住宅地を貫いて国道18号と交わる。この付近は国道18号のほか国道406号（平林街道）も交差しており、また交差点の角には長野東郵便局もあって混雑が激しい。
国道18号交点を過ぎると長野運動公園とともに整備された区間であり、歩道とは別に自転車道が整備されている。東側に広がる長野運動公園内には、長野オリンピックのアイスホッケー会場「アクアウィング」もある。
運動公園北口交差点より先は、2004年（平成16年）に開通した区間である。吉田四丁目ではほぼ同位置で本路線と長野電鉄長野線（築堤）・浅川（掘割）・しなの鉄道北しなの線（地平）・北陸新幹線（高架）とが5層に交わる。最も後から開通した本路線は長野電鉄長野線を原町隧道で潜り、浅川を稲田南原橋で越え、北しなの線・北陸新幹線を稲田エノキ隧道で潜る。
隧道の先は稲田・徳間の区画整理が完成した住宅地内を貫く。この辺りは慶長年間に北国街道に指定されており、その道筋に植えられた「稲田のエノキ」は先述の隧道名の由来にもなっている。北部幹線との交点付近では商業集積が進んでおり、ロードサイド店が軒を連ねる。
国立長野工業高等専門学校の西側で長野県道399号長野豊野線と交わるとすぐ、駒沢川の手前で現在の供用終点となる。この先は県道399号を改良する形で三才駅付近に至り、さらに三才南郷バイパスに接続して豊野町方面に向かう予定である。
幅員は全線にわたって16m（車道2車線・両側歩道）。
|              | 南長池 交差点      | 運動公園南入口 交差点 | 運動公園南入口 交差点    | 運動公園北口 交差点      | 運動公園北口 交差点   | 稲田東 交差点         | 稲田東 交差点       | 徳間東 交差点       | 徳間東 交差点       | 長野高専前東 交差点 |
| ------------ | ------------------ | --------------------- | ------------------------ | ------------------------ | --------------------- | --------------------- | ------------------- | ------------------- | ------------------- | ------------------- |
| 都市計画道路 | 都市計画道路東豊線 | 都市計画道路東豊線    | 都市計画道路東豊線       | 都市計画道路東豊線       | 都市計画道路東豊線    | 都市計画道路東豊線    | 都市計画道路東豊線  | 都市計画道路東豊線  | 都市計画道路東豊線  | 都市計画道路東豊線  |
| 市道・県道   | 県道375号          | 県道375号             | 長野市道運動公園西通り線 | 長野市道運動公園西通り線 | 長野市道長野東157号線 | 長野市道長野東157号線 | 長野市道若槻394号線 | 長野市道若槻394号線 | 長野市道若槻367号線 | 長野市道若槻367号線 |

### 主要構造物
- 原町隧道（はらまちずいどう＝長野市吉田四丁目 - 稲田四丁目）
  - 全長 - 20.0m
  - 幅員 - 14.3m（車道2車線・両側歩道）
  - 構造 - ボックスカルバート

長野電鉄長野線（築堤）をくぐる隧道。2004年（平成16年）開通[3]。
- 稲田南原橋（いなだみなみはらばし＝長野市稲田四丁目）
  - 全長 - 18.7m
  - 幅員 - 16.0m（車道2車線・両側歩道）
  - 構造 - PC床版橋

浅川に架かる橋梁。2004年（平成16年）開通[4]。
- 稲田エノキ隧道（いなだえのきずいどう＝長野市稲田四丁目 - 稲田三丁目）
  - 全長 - 68.6m
  - 幅員 - 15.0m（車道2車線・両側歩道）
  - 構造 - ボックスカルバート

しなの鉄道北しなの線（地平）および北陸新幹線（高架）をくぐる隧道。2004年（平成16年）開通[3]。近隣には旧北国街道の稲積一里塚近くに植えられた「稲田のエノキ」（長野市指定天然記念物）[5]があり、隧道名の由来となっている。

## 交差・接続する道路
↑ 長野県道375号大豆島東和田線
- 南長池交差点（長野市南長池＝起点）
  - 長野県道58号長野須坂インター線（エムウェーブ大通り）
- 若宮二丁目交差点（長野市若宮二丁目）
  - 長野市道
- 運動公園南入口交差点（長野市東和田）
  - 国道18号
  - 国道406号（平林街道）
- 原町隧道南口付近（長野市南堀地籍）
  - 長野県道374号北長野停車場中俣線
- 徳間東交差点（長野市徳間）
  - 長野市道（北部幹線サンロード）
- 長野高専前交差点（長野市徳間＝供用終点）
  - 長野県道399号長野豊野線

## 沿道
- 八十二銀行 南長池支店
- 長野市立三陽中学校
- 西友 西尾張部店
- 長野東郵便局
- 長野運動公園
  - 総合運動場総合市民プール（アクアウィング）
  - 総合運動場陸上競技場
  - 長野県営野球場
- デリシア 吉田店
- 湯あそびひろば ぶらっと稲田
- 長野市立徳間小学校
- ケーヨーデイツー 徳間店
- 蔦屋書店 長野徳間店
- 国立長野工業高等専門学校
- 長野市立長野中学校・高等学校（旧長野市立皐月高等学校）